# Асеведо, Анибаль
Ани́баль Сантья́го Асеве́до (исп. Aníbal Santiago Acevedo; род. 28 апреля 1971, Сан-Хуан) — пуэрто-риканский боксёр, представитель лёгкой, полусредней и первой полусредней весовых категорий. Выступал за сборную Пуэрто-Рико по боксу в начале 1990-х годов, бронзовый призёр летних Олимпийских игр в Барселоне, обладатель бронзовой медали Панамериканских игр, чемпион мира среди юниоров. В период 1993—2012 годов также боксировал на профессиональном уровне, но без особого успеха.

## Биография
Анибаль Асеведо родился 28 апреля 1971 года в Сан-Хуане, Пуэрто-Рико.

### Любительская карьера
Впервые заявил о себе в 1989 году, одержав победу на домашнем чемпионате мира среди юниоров в Сан-Хуане, в частности в финале взял верх над американцем Шейном Мозли.
В 1990 году вошёл в основной состав пуэрто-риканской национальной сборной и выступил на Играх доброй воли в Сиэтле, где на стадии четвертьфиналов лёгкого веса вновь встретился с Мозли и на сей раз уступил ему досрочно. Также боксировал в этом сезоне на Кубке мира в Гаване.
В 1991 году поднялся в первый полусредний вес и завоевал бронзовую медаль на Панамериканских играх в Гаване — в полуфинале был остановлен мексиканцем Эдгаром Руисом. Принял участие в чемпионате мира в Сиднее, где в четвертьфинале потерпел поражение от советского боксёра Константина Цзю.
На американской олимпийской квалификации 1992 года в Санто-Доминго занял первое место в зачёте полусредней весовой категории, выиграв в финале у панамца Гильермо Джонса, будущего чемпиона мира среди профессионалов. Благодаря этой победе удостоился права защищать честь страны на летних Олимпийских играх 1992 года в Барселоне — в категории до 67 кг благополучно прошёл первых троих соперников по турнирной сетке, в том числе в четвертьфинале взял верх над титулованным румыном Франчиском Ваштагом, однако на стадии полуфиналов со счётом 2:11 проиграл кубинцу Хуану Эрнандесу Сьерре и получил таким образом бронзовую олимпийскую медаль.

### Профессиональная карьера
Вскоре по окончании Олимпиады Асеведо покинул расположение пуэрто-риканской сборной и в 1993 году успешно дебютировал на профессиональном уровне. В течение двух лет одержал 11 побед подряд, но затем его результаты резко пошли на спад, и началась череда поражений. В дальнейшем выходил на ринг сравнительно редко, исполнял роль джорнимена и в 2012 году после очередного поражения завершил спортивную карьеру.